# Xi Zhongxun
Xi Zhongxun (chinês: 习仲勋, pinyin: Xí Zhòngxūn; 15 de outubro de 1913 – 24 de maio de 2002) foi um revolucionário comunista e posteriormente um político da República Popular da China. É considerado parte da primeira geração de lideranças da China pós-revolução. Suas contribuições para a Revolução Chinesa e para o desenvolvimento da República Popular, desde a fundação de bases guerrilheiras no noroeste da China nos anos 30, até a iniciação da liberalização econômica no sul da China nos anos 80, são amplas e numerosas. Foi conhecido por sua moderação política e pelos contratempos que enfrentou ao longo de toda sua carreira, tendo sido aprisionado e expurgado diversas vezes. Seu segundo filho é Xi Jinping, atual Secretário-Geral do Partido Comunista da China.

## Infância e educação
Xi nasceu no dia 15 de outubro de 1913, filho de uma família de proprietários rurais do Condado de Fuping, Xianxim. Ingressou na Liga da Juventude Comunista da China em maio de 1926, participando de manifestações estudantis na primavera do mesmo ano. Sua atividades no movimento estudantil acabaram levando-o a ser preso pelas autoridades nacionais. Ingressou no Partido Comunista da China no ano de 1928, durante o tempo em que esteve na prisão.

## Carreira

### Exército Vermelho
No início de 1930, Xi foi escalado pelo partido para trabalhar no Exército Nacionalista de Yan Hucheng. Em março de 1932, liderou uma revolta dentro desse exército em Liangdang, Gansu, mas não obteve sucesso. Posteriormente, juntou-se às guerrilhas comunistas ao norte do Rio Wei. Em março de 1933, juntou-se a Liu Zhidan e outros na fundação da Área Soviética na Fronteira Xianxim–Gansu (Shaangan), e tornou-se o líder da área enquanto liderava as missões de resistência guerrilheira às incursões nacionalistas e de expansão da área soviética. Em 1935, a Área Soviética na Fronteira Xianxim–Gansu e a Área Soviética de Xianxim fundem-se e formam a Área Base Revolucionária do Noroeste, e Xi torna-se um dos líderes dessa nova área. Acaba sendo preso, junto com Liu Zhidan e Gao Gang, em 1935, durante uma campanha de alinhamento esquerdista dentro do partido. De acordo com seu próprio depoimento, estava a quatro dias de ser executado quando Mao Zedong chegou ao local e ordenou que ele e seus camaradas fossem libertos. A base de Xi no noroeste serviu de abrigo para Mao Zedong e para os demais do centro do partido, possibilitando que eles concluíssem a Grande Marcha. É dito que "a Área da Base Revolucionária do Noroeste liderada por Xi salvou o núcleo do partido e o núcleo do partido salvou os revolucionários do Noroeste". A área eventualmente tornou-se o Soviete de Yan'an, quartel-general dos comunistas até 1947.

### Guerra Sino-Japonesa
Durante a Segunda Guerra Sino-Japonesa, Xi permaneceu no Soviete de Yan'an para gerenciar questões civil e militares, desenvolver a produção econômica no Soviete, e implementar as políticas do partido. Ele ficou conhecido por avaliar as políticas pautando-se em numa análise empírica da situação, muitas vezes resistindo ao extremismo "esquerdista" na implementação das diretivas partidárias. No 7º Congresso Nacional do Partido Comunista da China, realizado em agosto de 1945, foi nomeado membro suplente do Comitê Central e tornou-se vice-diretor do departamento de organização do partido, encarregado de tomar decisões de pessoal. Conforme a Segunda Guerra Mundial foi chegando ao fim, ele derrotou o ataque dos Nacionalistas ao Soviete de Yan'an Soviet em Futaishan e colaborou na fuga da Brigada 359 de Wang Zhen das Planícies do Norte da China.

### Guerra Civil Chinesa e transição pós-guerra

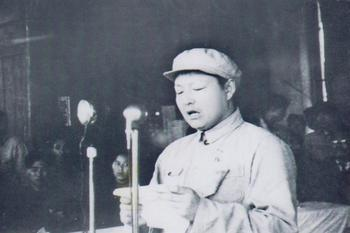
Xi Zhongxun durante um discurso em 1949.

Com a explosão em larga escala da guerra civil entre Comunistas e Nacionalistas no início de 1947, Xi permaneceu no noroeste da China para coordenar a proteção e depois retomar o Soviete de Yan'an. Como comissário político, Xi e o Comandante Zhang Zongxun derrotaram os Nacionalistas a oeste de Yan'an na Batalha de Xihuachi em março de 1947. Após Yan'an ser tomada por Hu Zongnan em 19 de março 1947, Xi trabalhou na equipe de Peng Dehuai nas batalhas para recuperar Yan'an e conquistar o noroeste da China.
Dirigiu o trabalho político do Bureau de Assuntos Políticos e Militares do noroeste, o qual foi encarregado de estabelecer a governança comunista para as áreas recém capturadas da região. Nesse aspecto, Xi ficou reputado por suas políticas moderadas e pelo uso de meios não militares para pacificar áreas rebeldes.

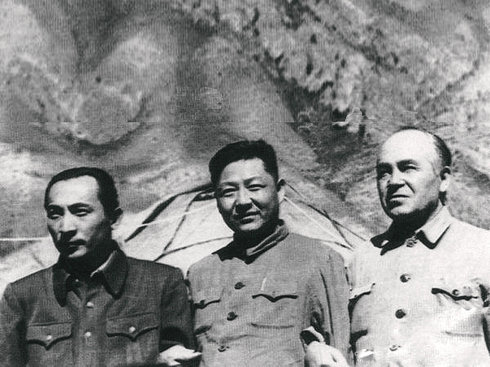
Xi Zhongxun (centro) com os líderes de Xinjiang Burhan Shahidi (direita) e Saifuddin Azizi (esquerda) em 1952.

Em julho de 1951, após os comunistas derrotarem os exércitos da Facção Ma em Qinghai, grupos remanescentes dos senhores de guerra muçulmanos incitaram rebeliões entre as tribos tibetanas. Entre os que pegaram em armas estava Xiang Qian, chefe da tribo Nganglha, no leste de Qinghai. Quando o Exército Popular de Libertação enviou tropas para reprimir a revolta, Xi interveio para buscar uma solução política. Diversos emissários, incluindo Geshe Sherab Gyatsoand e o próprio Panchen Lama, foram enviados para as negociações. Embora Xiang Qian tenha rejeitado dezenas de ofertas e o Exército Popular de Libertação tenha conseguido capturar suas vilas, Xi continuou a buscar uma solução política. Assim, ele libertou os membros das tribos que haviam sido capturados, ofereceu termos generosos a Xian Qian e perdoou todos os que haviam participado das revoltas. Em julho de 1952, Xiang Qian retornou de seu esconderijo nas montanhas, prometeu sua lealdade à República Popular e foi convidado por Xi para participar da cerimônia de formatura da Faculdade das Nacionalidades, em Lanzhou. Em 1953, Xiang Qian tornou-se o chefe do Condado de Jainca. Mao comparou o tratamento hábil de Xi em relação a Xiang Qian à conciliação de Zhuge Liang e Meng Huo no Romance dos Três Reinos.
Também em 1952, Xi Zhongxun suspendeu a campanha de Wang Zhen e Deng Liqun para implementar a reforma agrária e a ideia de luta de classes nas regiões pastoris de Xinjiang. Xi, baseado em sua experiência na Mongólia Interior, se mostrou contrário à atribuição de rótulos e agitação de luta de classes entre os pastores, mas foi ignorado por Wang e Deng que que dirigiram a apreensão de gado dos proprietários de terras e terras das autoridades religiosas. Tais políticas inflamarem uma insurreição nas regiões pastoris ao norte de Xinjiang, onde o levante de Ospan Batyr havia sido reprimido. Com o apoio de Mao, Xi reverteu essas políticas e libertou mais de mil pastores da prisão.
Quando o 14º Dalai Lama visitou Pequim em 1954 para diversos meses de reuniões políticas e estudos de chinês e marxismo, Xi passou um tempo com o líder tibetano, que carinhosamente recordaria de Xi como sendo "muito amigável, comparativamente mente aberta e muito legal". Como presente, o Dalai Lama deu a Xi um relógio Omega. Quando o irmão do Dalai Lama visitou Pequim no início dos anos 80, Xi ainda usava o relógio.

### Carreira política em Pequim e expurgo

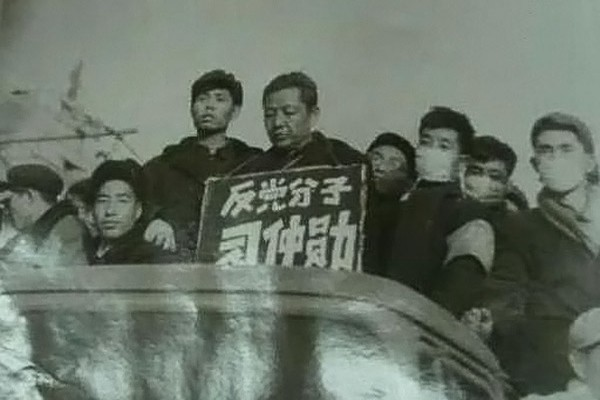
Xi Zhongxun sendo levado para uma sessão de luta na Universidade A&F do Nordeste setembro de 1967, durante a Revolução Cultural.

Em setembro de 1952, Xi Zhongxun tornou-se chefe do departamento de propaganda do partido e supervisor de políticas culturais e educacionais. No 8º Congresso Nacional do Partido Comunista da China, realizado em 1956, foi eleito como membro do Comitê Central. Em 1959, passou a ser vice-primeiro-ministro e trabalhou com Zhou Enlai dirigindo a legislação do Conselho de Estado e em funções de pesquisa política.
Em 1962, Xi foi acusado de liderar uma facção anti-partido por apoiar a obra "Biografia de Liu Zhidan", sendo expurgado de todas suas posições de liderança. A biografia, escrita por Li Jiantong (李建彤) para homenagear o antigo camarada de Xi que havia morrido como um mártir do partido em 1936, foi acusada de tentar subverter o partido ao reabilitar Gao Gang, outro ex-camarada de Xi que havia sido expurgado em 1954. Xi Zhongxun foi forçado a fazer uma autocrítica e em 1965 foi rebaixado ao cargo de vice-gerente de uma fábrica de tratores em Luoyang. Durante a Grande Revolução Cultural Proletária, foi perseguido, preso e passou um longo período no confinamento em Pequim. Obteve a liberdade em maio de 1975 e foi designado para outra fábrica em Luoyang.

### Carreira política em Cantão e reabilitação

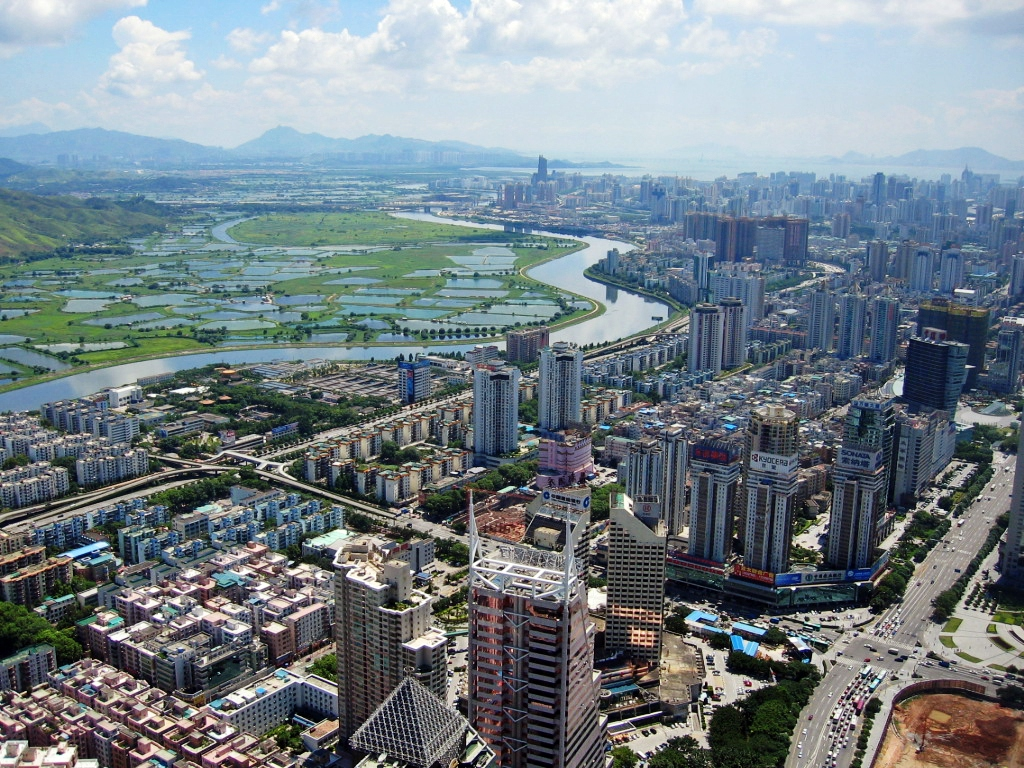
Em 1979, Xi Zhongxun organizou a criação de Zonas Econômicas Especiais em Cantão, incluindo Shenzhen, representada na foto, que cresceu até se tornar uma das maiores cidades da China.

Após a Revolução Cultural, Xi foi completamente reabilitado na Terceira Sessão Plenária do 11º Comitê Central do Partido Comunista da China em dezembro de 1978. De 1978 a 1981 desempenhou variadas funções de liderança na província de Cantão, sucessivamente como segundo e depois primeiro secretário provincial, governador e comissário político da Região Militar de Cantão. Em Cantão, estabilizou o governo provincial e deu início ao processo de liberalização da economia.
Quando chegou em Cantão, o governo provincial estava lutando para conter a maré de residentes da província que tentavam fugir para Hong Kong desde 1951. Nesse período, a média de salário diário em Cantão era de 0.70 yuan, cerca de 1/100 dos salários pagos em Hong Kong. Xi entendeu a disparidade nos padrões de vida e buscou uma liberalização econômica de Cantão. Para isso, precisou vencer o ceticismo dos líderes do partido em Pequim acerca da economia de mercado. Em reuniões em abril de 1979, Xi convenceu Deng Xiaoping a permitir que Cantão fizesse sua própria política de comércio exterior e passou a convidar investimentos estrangeiros para projetos em áreas experimentais ao longo da fronteira provincial com Hong Kong, Macau e Shantou, que possuía uma grande diáspora além-mar. Quanto ao nome das áreas experimentais, Deng disse, "vamos chamá-las de 'zonas especiais', [afinal, a sua] Área da Fronteira Xianxim–Gansu também começou como uma 'zona especial'". Deng seguiu: "O Governo Central não possui fundos, mas nós podemos te dar algumas políticas favoráveis." Empregando uma frase dos seus dias de guerrilha, Deng disse a Xi: "Você precisa encontrar uma forma para enfrentar um caminho sangrento". Xi submeteu uma proposta a respeito da criação das zonas especiais, mais tarde renomeadas zonas econômicas especiais, e em julho de 1979, o centro do partido e o Conselho de Estado aprovaram a criação das quatro primeiras zonas econômicas especiais da China.

### Aposentadoria
Em 1981, Xi voltou para Pequim e foi eleito Vice-Presidente do Comitê Permanente do Congresso Nacional do Povo e também para a chefia do comitê de questões legais. Nessa posição, supervisionou a elaboração de inúmeras leis. Em setembro de 1982, foi eleito para o Politburo e para o Secretariado do Partido Comunista da China. Em 1987, Deng Xiaoping e o poderoso veterano Chen Yun estavam insatisfeitos com a inclinação liberal de Hu Yaobang, e pediram uma reunião para forçar Hu a renunciar de sua posição de Secretário-Geral. Xi foi o único a defender Hu. Retirou-se do serviço público em abril de 1988, e passou a maior parte dos seus anos de aposentadoria em Shenzhen.

## Vida pessoal e morte
Em 1936, Xi casou-se com Hao Mingzhu, sobrinha do guerrilheiro revolucionário Wu Daifeng, em Xianxim. O casamento durou até 1944, e o casal teve três filhos: um filho, Xi Fuping (também conhecido como Xi Zhengping), e duas filhas, Xi Heping e Xi Ganping. De acordo com os registros oficiais, Xi Heping morreu durante a Revolução Cultural devido a perseguição, o que de acordo com historiadores possivelmente signifique que ela cometeu suicídio enquanto aprisionada. Pouco se sabe sobre Xi Ganping, exceto que ela se aposentou por volta de 2013 e aparece com certa frequência em encontros dos chamados "príncipes vermelhos do partido". Xi Zhengning, enquanto isso, foi um pesquisador do Ministério da Defesa e posteriormente seguiu uma carreira burocrática, morrendo em 1998.
Em 1944, Xi Zhongxun casou-se com Qi Xin, sua segunda esposa, com que teve quatro filhos: Qi Qiaoqiao, Xi An'an, Xi Jinping e Xi Yuanping. Xi Jinping tornou-se Secretário-Geral do Partido Comunista da China e Presidente da Comissão Militar Central em 15 de novembro de 2012, e Presidente da República Popular da China em 15 de março de 2013.
Xi Zhongxun morreu em 24 de maio de 2002. Seu funeral e subsequente cremação no Cemitério Revolucionário Babaoshan em 30 de maio teve a presença por líderes veteranos do estado e do partido. Suas cinzas foram enterradas em um cemitério nomeado em sua homenagem no condado Fuping.
Seu obituário oficial o descreve como um "um excepcional revolucionário proletário", "um grande soldado comunista" e "um dos principais fundadores e líderes das áreas de bases revolucionárias na região fronteiriça de Xianxim-Gansu".

### Citações
1. ↑  «XI Jinping, (born June 1953), General Secretary, Central Committee, Communist Party of China, since 2012; President, People's Republic of China, since 2013 (Vice-President, 2008–13); Chairman, Central Military Commission, since 2013 (Vice-Chairman, 2010–13)». Oxford University Press. Who's Who. 1 de dezembro de 2013
2. 1 2 3 4 5 6 7 8 9 10 11 12 13 14 15 16 17 18 19 20 21 22  Cui, Xiaomin; Wen, Ruogu; Cui, Limin (junho de 2013). «《习仲勋的故事》». Consultado em 12 de janeiro de 2023
3. ↑  «《习仲勋的故事》_共产党员网». fuwu.12371.cn. Consultado em 13 de janeiro de 2023
4. ↑  «两当兵变的特点和历史地位-两当|兵变|特点|历史地位-每日甘肃-陇南日报». web.archive.org (em chinês). 11 de maio de 2019. Consultado em 13 de janeiro de 2023
5. 1 2  «英雄一世，坎坷一生"的习仲勋» (em chinês). Consultado em 19 de fevereiro de 2013
6. 1 2 3 4 5  «张绍武 & 郭素强 "昂拉平叛与争取项谦的经过" 黄河文化经济网» (em chinês). Via Wayback Machine em 09-09-2011. Consultado em 4 de março de 2016. Arquivado do original em 26 de abril de 2017
7. ↑  «"毛泽东夸赞习仲勋："你比诸葛亮还厉害！"» (em chinês). Consultado em 16 de novembro de 2011. Arquivado do original em 26 de abril de 2017
8. 1 2 3 4  «"王震新疆镇反被撤职幕后"» (em chinês). Via Wayback Machine em 07-07-2009. Consultado em 17 de agosto de 2011
9. ↑  «Does China's next leader have a soft spot for Tibet?». Reuters (em inglês). 1 de setembro de 2012. Consultado em 13 de janeiro de 2023
10. 1 2  Times, Hindustan. «Tibet's conquest of China's Xi Jinping family - Hindustan Times». http://www.hindustantimes.com/. Consultado em 13 de janeiro de 2023
11. 1 2 3 4 5 6 7  «习仲勋的故事（全本）前中央书记处书记习仲勋的战斗一生 - 第1章 习仲勋生平» (em chinês). Consultado em 19 de fevereiro de 2012
12. 1 2 3 4  «习仲勋蒙受不白之冤». Via Wayback Machine. Consultado em 19 de fevereiro de 2012
13. 1 2 3 4  «"习仲勋：我要看着深圳发展"» (em chinês). Xinhua. Consultado em 25 de agosto de 2010
14. 1 2 3  «谷梁 "习仲勋主政广东的历史功绩：改革开放天下先» (em chinês). Consultado em 21 de janeiro de 2012
15. 1 2  Verfasser., Andrésy, Agnès. Xi Jinping : Red China, the next generation. [S.l.: s.n.] OCLC 1083925293
16. ↑  Buckley, Chris; Tatlow, Didi Kirsten (24 de setembro de 2015). «Cultural Revolution Shaped Xi Jinping, From Schoolboy to Survivor». The New York Times (em inglês). ISSN 0362-4331. Consultado em 13 de janeiro de 2023
17. ↑  «Dozens Detained in Bid To Visit Grave of Chinese President's Father». Radio Free Asia (em inglês). Consultado em 13 de janeiro de 2023